# 錯愛 (惠妮·休斯頓歌曲)
《錯愛》（英語：It's Not Right but It's Okay）是美國黑人女歌手惠妮·休斯頓在1999年1月份發行的單曲，這首單曲在美國告示牌單曲榜及舞曲榜獲得第4名和第1名的成績。惠妮·休斯頓也因〈錯愛〉榮獲第42屆葛萊美獎“最佳節奏藍調女歌手獎”（Best Female R&B Vocal Performance）。

## 資料

### 單曲簡介
〈錯愛〉最早收錄於惠妮·休斯頓個人第四張錄音室專輯《摯愛》（英語：My Love Is Your Love），這是一首節奏藍調舞曲，歌詞講述女子承認自己愛上不對的人，整首歌曲就是在大罵負心漢的過程，歌詞搭配音樂影片的畫面更加寫實，只見惠妮·休斯頓率領一群娘子軍教訓著薄情郎。〈錯愛〉是惠妮·休斯頓首次和美國樂壇新銳音樂製作人羅德尼·傑金斯（Rodney Jerkins）合作，羅德尼·傑金斯擅長改造節奏藍調式的作品，將黑人舊式曲風打造成既時尚又新穎，他的作品廣受時下年輕人的喜愛。〈錯愛〉這首歌曲推出之後，也被部份媒體解讀為惠妮·休斯頓在抒發對丈夫巴比·布朗不滿的情緒。

### 商業成績
〈錯愛〉是從專輯《摯愛》中推出的第三首單曲，前兩首單曲分別為《埃及王子》（英語：The Prince of Egypt）的主題曲〈只要你相信〉（惠妮·休斯頓與瑪麗亞·凱莉合唱，第15名）以及〈傷心酒店〉（第2名）。〈錯愛〉在1999年5月8日首登告示牌單曲榜，首週成績為第87名，〈傷心酒店〉尚停留在第7名名次正緩慢下降中，〈錯愛〉在7月3日來到它最高名次第4名，它在榜內共停留20週，單曲在全美銷售突破50萬張成為金單曲。〈錯愛〉在1999年告示牌年終百大單曲榜中位居第44名。雖然〈錯愛〉無緣單曲榜冠軍位置，但這首單曲在舞曲榜拿下3週冠軍，締造惠妮·休斯頓在舞曲榜最佳成績（2000年〈你教會了我〉也拿下3週舞曲榜冠軍）。
惠妮·休斯頓的〈錯愛〉在英國單曲榜獲得第3名，在英國榜內共停留了18週，追平了她在1985年以〈Saving All My Love for You〉締造18週的紀錄，這紀錄僅次於1992年由〈我將永遠愛你〉所創下的32週。

### 獎項記錄評價
〈錯愛〉是惠妮·休斯頓第四首獲得第4名的單曲（她下一首單曲〈摯愛〉也獲得第4名），她更憑藉著〈錯愛〉拿下第42屆葛萊美獎『最佳節奏藍調女歌手獎』（Best Female R&B Vocal Performance），這是惠妮·休斯頓的第六座葛萊美獎，也是她於2012年逝世前的最後一座葛萊美獎。

## 資料來源
1. ↑  .   [2016-10-13]. （原始内容存档于2019-10-23）.
2. ↑  .   [2016-10-13]. （原始内容存档于2015-06-02）.
3. ↑  .   [2016-10-14]. （原始内容存档于2018-02-11）.
4. ↑  .   [2016-10-14]. （原始内容存档于2015-07-13）.
5. ↑  .   [2016-10-14]. （原始内容存档于2020-12-04）.
6. ↑  .   [2016-10-14]. （原始内容存档于2019-09-27）.
7. ↑  .   [2016-10-14]. （原始内容存档于2016-08-10）.
8. ↑  .   [2016-10-14]. （原始内容存档于2015-04-02）.
9. ↑  .   [2016-10-14]. （原始内容存档于2017-01-13）.